# Tongling
Tongling (forenklet kinesisk: 铜陵; traditionelt kinesisk: 銅陵; pinyin: Tónglíng; Wade–Giles: T'ung-ling; tidligere navne: Tunglinghsien, Tungkwanshan; bogstaveligt "kobberbakken") er en kinesisk by på præfekturniveau i provinsen Anhui i den centrale del af Kina. Den har et areal på 	1,113 km2, og befolkningen  anslås til 700.000 indbyggere (2004).
Asteroiden 12418 Tongling er opkaldt efter byen.

## Administrative enheder
Tongling består af tre bydistrikter og et amt:
- Bydistriktet Tongguanshan (铜官山区), 30 km², 270.000 indbyggere;
- Bydistriktet Shizishan (狮子山区), 53 km², 70.000 indbyggere;
- Bydistriktet Jiaoqu 郊区), 154 km², 50.000 indbyggere;
- Amtet Tongling (铜陵县), 876 km², 320.000 indbyggere.

## Historie
Tongling har vært en mineby siden 600-tallet. Der er store kobbergruber i området, og desuden visse tinforekomster.
Byen har derfor været et vigtigt sted for bronzeproduktion i mange århundreder. Den industrielle aktivitet voksede særlig under Ming-dynastiet (1368-1644) og Qing-dynastiet (1644-1911), under den japanske okkupation 1938-45, og igen efter 1949. 

## Erhverv
Det finnes også lavlandsområder omkring byen, hvor der dyrkes ris, hvede, bomuld, bønner, hvidløg og urter til  medicin. Der er også store fiskedamme i området.

## Floddelfinen
Tongling er center for forsøg på at redde de sidste overlevende ferskvandsdelfiner af arten  Lipotes vexillifer (på kinesisk kaldes de Baiji) fra Yangzekiangfloden (også kaldt Chang Jiang) Der er bygget  et anlæg ved nogle søer i området, men det er endnu ikke lykkedes at fange og flytte nogle delfiner til det beskyttede område. 
30°56′N 117°46′Ø / 30.933°N 117.767°Ø